# Kris Niklison
Kris Niklison (Maria Cristina Niklison, ngày 12 tháng 11 năm 1966) là một nghệ sĩ biểu diễn sinh ra ở Argentina.
Tác phẩm nghệ thuật của cô được đặc trưng bởi tính cách cá nhân và thơ thị giác, thể hiện trong các vở kịch, chương trình khiêu vũ và phim aéria gần đây.
Cô đã nhận được giải thưởng là một nữ diễn viên, nhà sáng tạo và đạo diễn sân khấu, biên đạo múa và nhà làm phim trên khắp thế giới.
Cô được sinh ra với cha mẹ là Roque Niklison và Bela Jordan tại khu phố Recoleta ở Buenos Aires, Argentina, nơi cô tốt nghiệp trường Jesus Maria và Trường Nghệ thuật Sân khấu Quốc gia. Năm 22 tuổi, cô bắt đầu chuyến lưu diễn vòng quanh thế giới, và chuyển tới sống ở Amsterdam, nơi cô làm việc với công ty sân khấu vật lý Lady Komedie trong các chương trình Waterzucht và Survival, biểu diễn trong nhiều lễ hội quốc tế và nhà hát châu Âu. Cô cũng từng làm việc tại Amsterdam với các đạo diễn Peter Greenaway (người đóng vai chính trong bộ phim Prospero's Books và điều hành Rosa Horse Drama) và Dario fo trong L'Italiana trong Algeri Opera.
Năm 1997, cô đóng vai chính trong Pomp Duck và Cirque du Soleil Circumstances tại Hamburg, Đức, với người tạo ra nó, huyền thoại Ginger Kennedy.
Năm 1998, cô trở lại Amsterdam, nơi cô thành lập công ty sân khấu Kris Niklison & Company, và đạt được thành công quốc tế với các chương trình M/F, Red Roses Red, Dilemma, The Neverlands và DDược nói với tôi. Các tác phẩm đã được trình bày tại các nhà hát và lễ hội quốc tế trên hơn 20 quốc gia trên 4 lục địa, nhận được lời khen ngợi từ báo chí quốc tế.
Năm 2000, cô bắt đầu làm việc tại Embu das Artes, Brazil, nơi cô thành lập không gian văn hóa Casadasartes. Năm 2006, cô quay trở lại Buenos Aires và bắt đầu sự nghiệp điện ảnh của mình bằng cách lập ra công ty sản xuất phim Basata Films (được đặt tên theo từ đơn giản của tiếng Ả Rập). Sản phẩm đầu tiên của cô, DXLante, miêu tả sự minh mẫn và tinh thần vô chính phủ của mẹ cô ở tuổi già. Nó đã được đáp ứng với sự tiếp nhận tích cực, khen ngợi và giải thưởng.
Khi mẹ cô-bà Bela- bị liệt giường vào năm 2012, Kris đã dừng công việc của mình trong hai năm để tập trung chăm sóc, nhưng mẹ cô đã qua đời vào ngày 14 tháng 6 năm 2014.
Kể từ khi quay trở lại sự nghiệp sau cái chết của mẹ, Kris một lần nữa cống hiến cho điện ảnh, phân chia thời gian giữa Brazil và Argentina. Sau đó, cô sản xuất Vergel, tác phẩm nổi bật thứ hai của mình.